# 당하동 (인천)
당하동(堂下洞)은 인천광역시 서구의 북부에 위치한 검단 지역의 당하동 일부를 관할하는 행정동이다.

## 연혁
- 1995년 3월 1일 : 경기도 김포군 검단면이 인천광역시 서구로 편입되어 검단동으로 변경
- 2006년 9월 1일 : 검단4동이 검단1동에서 분동
- 2018년 7월 1일 : 검단4동을 당하동으로 개칭
- 2019년 11월 4일 : 당하동에서 마전동이 분동
- 2025년 7월 11일 : 검암경서동 중 경인 아라뱃길 이북 지역(법정동 백석동과 시천동 일부)을 편입

## 법정동
- 당하동(堂下洞): 서부
- 마전동(麻田洞): 원당대로 이남
- 백석동(白石洞)
- 시천동(始川洞): 북부

## 교육
- 인천당하초등학교
- 인천백석초등학교
- 인천당하중학교
- 인천세무고등학교

## 주거
| 단지명              | 건설사         | 시행사         | 주소            | 입주       | 비고 |
| ------------------- | -------------- | -------------- | --------------- | ---------- | ---- |
| 당하 푸르지오       | 대우건설       | 대승실업㈜     | 서구 청마로 170 | 2005년 2월 |      |
| 당하 KCC스위첸      | 케이씨씨건설㈜ | 케이씨씨건설㈜ | 서구 청마로 124 | 2005년 4월 |      |
| 당하 풍림아이원 1차 | 풍림산업       | 풍림산업       | 서구 청마로 160 | 2004년 4월 |      |
| 당하 대주피오레     | 대주건설㈜     | 제일산업개발㈜ | 서구 청마로 135 | 2006년 2월 |      |

## 사건
- 2019년 11월 23일 : 당하동에서 아파트에 화재가 발생, 집 안에 혼자 있었던 20대 지적장애인 여성 1명이 숨지고 60여 명의 주민이 대피하였음.[1]
- 2018년 당하초등학교 4학년5반이 중부일보에 나왔다.